# Атанас Богданов
Атанас Богданов Кузманов е български революционер, деец на Вътрешната македоно-одринска революционна организация.

## Биография
Атанас Богданов е роден на 18 януари 1868 година в град Охрид, тогава в Османската империя. Остава неграмотен и работи като майстор каменоделец предимно в Свободна България.
Започва да се занимава с революционна дейност и влиза във ВМОРО. По време на Илинденско-Преображенското въстание през лятото на 1903 година взима участие в сраженията по лявата страна на Вардар.
При избухването на Балканската война в 1912 година е доброволец в Македоно-одринското опълчение и служи в 2-ра рота на 9-а велешка дружина. Сражава се при Картал тепе, Шаркьой, Балкан Тореси, Султан тепе, Каменица, Тодоровци и Дулица. Участва и в Първата световна война. В 1918 година става полицейски стражар до оттеглянето на българските войски.
След войната остава в Охрид, но отказва да постъпи на сръбска служба.
На 12 февруари 1943 година, като жител на Охрид, подава молба за българска народна пенсия, която е одобрена и пенсията е отпусната от Министерския съвет на Царство България.